# Поділимося нашим достатком
Поділимося нашим достатком (англ. Share Our Wealth) — програма сенатора Х'юї Лонга з боротьби з економічною депресією в США, запропонована ним в 1935 р. Програма передбачала перерозподіл національного багатства на користь середнього класу і збільшення оподаткування крупного капіталу. Значна частина ідей сенатора Лонга була запозичена президентом Франкліном Рузвельтом.

## Програма Лонга
1 квітня 1934 р. сенатор Лонг запропонував конгресу прийняти закон, відповідно до якого ніхто не повинен мати річного доходу понад мільйон доларів і ніхто не повинен отримувати спадщину на суму понад $5 мільйонів 
Свою програму Лонг пропагував по радіо. Сенатор став першим американським політиком, який оплатив радіокомпанії, щоб звернутись до слухачів всієї країни.
Лонг пропонував встановити нову шкалу оподаткування капіталу: перший мільйон доларів не оподатковується, на другий вводиться податок в 1 %, на третій — 2 %, четвертий — 4 %, п'ятий — 8 %, шостий — 16 %, сьомий — 32 %, восьмий — 64 %, і далі — 100 %.  На думку сенатора це дасть можливість державі акумулювати значні ресурси і забезпечити середній дохід сім'ї в розмірі $2000 на рік, що свою чергу стимулювало б суспільний попит і підштовхнуло б економіку до зростання.
Серед інших пропозицій сенатора: надання середній американській сім'ї базових матеріальних благ включаючи автомобіль, житло і радіо; закупка урядом надлишків сільгоспродукції; безплатну початкову та середню освіту (на рівні коледжу); розгортання дорожного будівництва; розширення мережі навчальних і оздоровчих закладів; запровадження пенсійних виплат за віком; збільшення виплат ветеранам та субсидій фермерам; обмеження робочого тижня 30-ма годинами (слід відзначити, що в 1990-их роках 35-ти годинний робочий тиждень було запроваджено у Франції).
Лонг пропонував законодавчо встановити пенсійні виплати в розмірі $300 для всіх громадян США 60-ти річного віку, при умові, що вартість власності потенційного пенсіонера не перевищувала $10000, а чистий річний дохід не перевищував $1000 . Лонга критикували за надмірно соціалістичні плани перебудови економіки. Він відкидав звинувачення і доводив, що його плани базуються не на ідеях Карла Маркса, а на Біблії і Декларації незалежності.
В 1934 р. Лонг провів публічні дебати з Томасом Норманом, лідером Соціалістичної партії і доводив переваги своєї програми розподілу національного багатства. Лонг був переконаний, що тільки серйозний перерозподіл національного валового продукту на користь середнього класу, при збереженні основних принципів функціонування капіталістичної економіки захистить країну від соціального вибуху і революції. Коли в сенаті в чергове відхилили одну з його постанов щодо реформування податкової системи, він заявив: «Натовп вже готовий перевішати вас, прокляті негідники, і я ще не вирішив, чи залишатись між вами, чи піти і привести їх сюди».

### Загальнонаціональна організація
Коли Сенат остаточно відкинув його пропозиції, Лонг остаточно перейшов в опозицію до адміністрації Рузвельта. Він створив громадську організацію «Поділимося нашим достатком», почав формувати по всій країні мережу політичних клубів і видавати загальнонаціональну газету «Американський прогрес». Вже через рік організація Лонга налічувала 7,5 мільйонів членів і 27,000 клубів по всій країні. Сенатський офіс Лонга отримував до 60 тисяч листів на тиждень. 
Історики переконані, що саме тиск з боку Лонга змусив адміністрацію Рузвельта здійснити «лівий» поворот влітку 1935 р. Адміністрація внесла корективи в політику Нового курсу. Держава ще активніше почала втручатись в економіний процес. 
Прагнення президента Рузвельта підірвати електоральну базу Лонга призвели до прискорення прийняття законопроєкту про оподаткування великого капіталу, проте в набагато м'якшій формі, ніж пропонував сенатор.
Рузвельт відверто запозичив частину ідей Лонга.